# Hermann Hankel

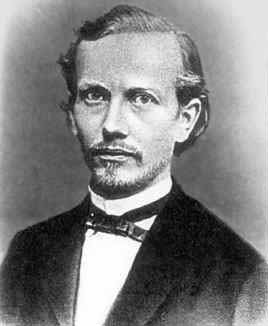
Hermann Hankel

Hermann Hankel (* 14. Februar 1839 in Halle (Saale); † 29. August 1873 in Schramberg) war ein deutscher Mathematiker. Er ist bekannt durch die nach ihm benannte Hankel-Transformation und die Hankel-Matrix.

## Leben
Hankel war der Sohn des Physikprofessors Wilhelm Gottlieb Hankel. Ab 1849 zog die Familie nach Leipzig, wo er die Nicolaischule besuchte und dank guter Leistungen in der Mathematik in der Oberstufe die Erlaubnis erhielt, statt der üblichen Klassiker die griechischen Mathematiker im Original zu lesen. Er studierte bei August Ferdinand Möbius, Wilhelm Scheibner und seinem Vater in Leipzig, Bernhard Riemann in Göttingen (1860) und bei Karl Weierstraß und Leopold Kronecker in Berlin. Schon 1861 löste er mit einer Arbeit über Helmholtz-Wirbeltheorie eine Preisaufgabe in Göttingen, und mit einer ebenfalls dort fertiggestellten Arbeit über die Entwicklung von Reihen in Kettenbrüchen (was er auf die Untersuchung spezieller Matrizen zurückführte, die in einer Gegendiagonale gleiche Elemente haben) promovierte er 1862 in Leipzig. In seiner Studienzeit machten sich schon Anzeichen einer schweren Krankheit bemerkbar.
1867 wurde er außerordentlicher Professor in Leipzig, erhielt aber noch im selben Jahr einen Ruf als ordentlicher Professor nach Erlangen. Dort heiratete er Marie Dippe und ging 1869 auf einen Lehrstuhl nach Tübingen, wo der leidenschaftliche akademische Lehrer sich mehr Studenten erhoffte. Er reformierte den dortigen mathematischen Unterricht, indem er zusammen mit Sigmund Gundelfinger und einigen weiteren Kollegen das Mathematische Seminar gründete. Seitdem widmete er sich intensiv der Lehre.
In seiner „Prinzip der Permanenz der formalen Gesetze“ (1867) und seiner „Theorie der komplexen Zahlensysteme“ (1867) untersuchte er Algebren wie die komplexen, reellen Zahlen, Quaternionen und die in der Geometrie genutzten algebraischen Systeme von Möbius und Hermann Günther Graßmann, dessen Bedeutung er als einer der ersten erkannte. Diese Untersuchungen waren eigentlich als Vorstufe zu einem Lehrbuch über Funktionentheorie gedacht, das er aber nicht mehr vollenden konnte. Es erschien 1870 nur ein Buch über reelle Funktionen, das an die entsprechenden Untersuchungen Riemanns anknüpft. Auch seine Vorlesungen über projektive Geometrie wurden nach seinem Tod herausgegeben.
Spezielle Zylinderfunktionen, die Hankel-Funktionen, sind nach ihm benannt, ebenso die von ihm studierte Hankel-Transformation. Weitere Arbeiten betreffen die riemannsche Integrationstheorie.
Im Sommer 1872 erkrankte er an einer Hirnhautentzündung, an der er beinahe starb. Nachdem er sich schon in seinen anderen Arbeiten stets auch der historischen Seite des jeweiligen Themas angenommen hatte und nach seiner aktiven Zeit als forschender Mathematiker die Abfassung eines größeren Werks zur Mathematik-Geschichte plante, gab er auf Anforderung in einem 1874 posthum erschienenen Buch einen ersten Abriss. Das Werk ist aber unvollendet, da er wieder schwer erkrankte und auf einer Erholungsreise im Schwarzwald einem Schlaganfall erlag.

## Werke
Neben den oben genannten Büchern:
- Die Euler'schen Integrale bei unbeschränkter Variabilität des Argumentes Habilitations-Dissertation, in Commission bei Leopold Voss, Leipzig 1863
- Ein Beitrag zur Beurteilung der Naturwissenschaft des griechischen Altertum, Deutsche Vierteljahresschrift Band 4, 1867, S. 120–155.
- Theorie der complexen Zahlensysteme (Vorlesungen über die komplexen Zahlen und ihre Functionen, 1. Teil), Leopold Voss, Leipzig, 1867
- Die Entwickelung der Mathematik in den letzten Jahrhunderten. L. Fr. Fues'sche Sortimentsbuchhandlung, Tübingen, 1869
- Die Zylinderfunktionen erster und zweiter Art, Mathematische Annalen, 1869, S. 467, online unter: gdz.sub.uni-goettingen.de
- Untersuchungen über die unendlich oft oscillierenden und unstetigen Functionen. Tübingen 1870
- Zur Geschichte der Mathematik in Alterthum und Mittelalter. Teubner, Leipzig 1874.
- Axel Harnack (Hrsg.): Die Elemente der Projektivischen Geometrie in synthetischer Behandlung. Vorlesungen, B. G. Teubner, Leipzig 1875
- Artikel Gravitation, Grenze, Lagranges Lehrsatz (Gleichungstheorie) in Ersch, Gruber (Hrsg.) "Allgemeine Enzyklopädie der Wissenschaften und Künste", 1818 ff online hier: Artikel Gravitation